# 반호르 아스트로메가

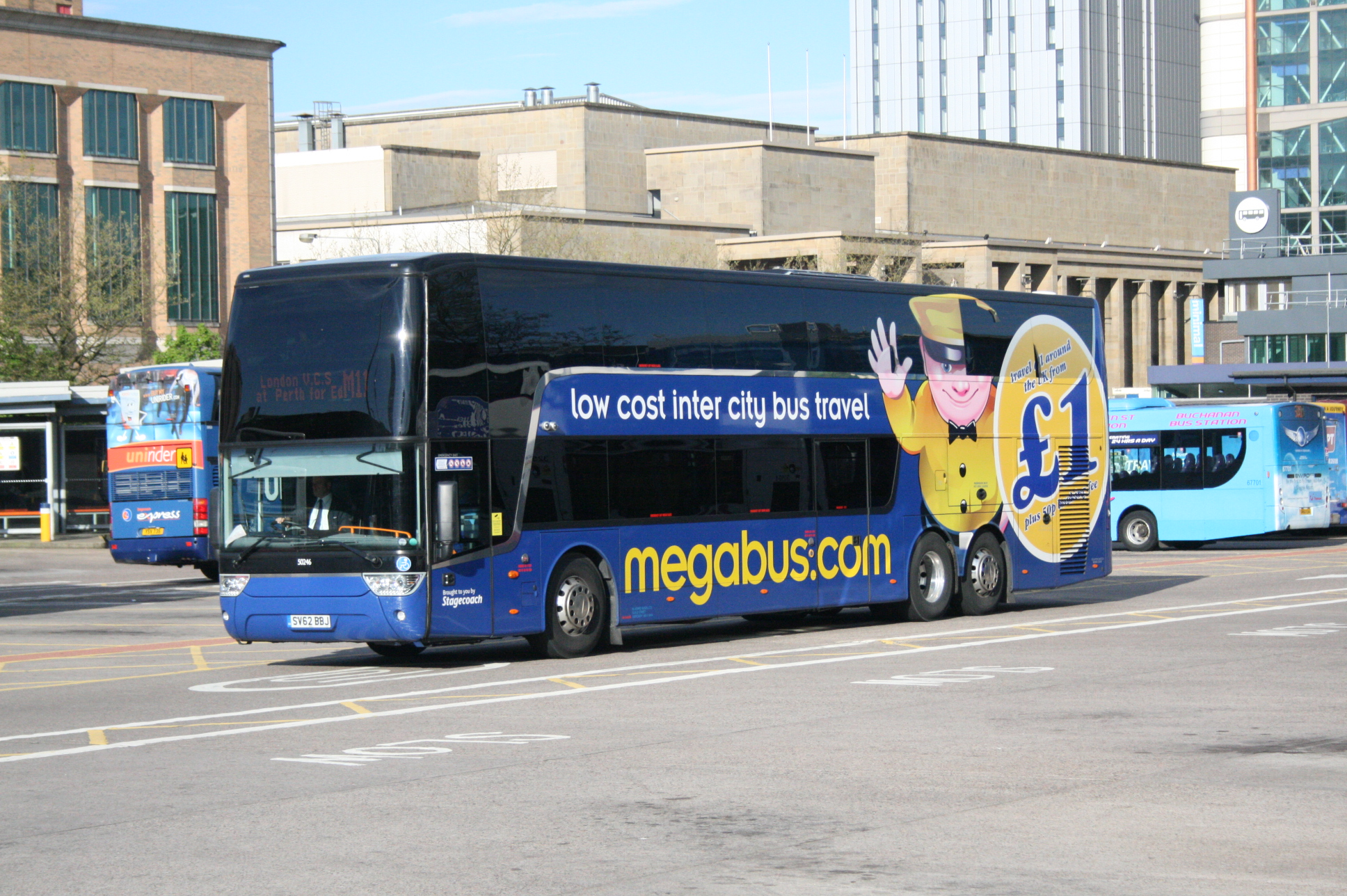
반호르 아스트로메가

반호르 아스트로메가(영어: Van Hool Astromega)는 벨기에의 버스 제조사인 반호르에서 개발된 이층 버스 모델이다.
2016년부터 일본에서 판매되는 모델인 TDX24 모델의 경우 스카니아에서 제작된 파워트레인을 탑재하고 있다. 또한 스카니아 일본 법인에서 수입 및 판매하고 있으며 스카니아・J-인터시티DD(영어: Scania・J-InterCity DD, 일본어: スカニア・J-InterCity DD)로 판매되고 있다. 일부에서 인터시티DD(영어: InterCityDD)란 명칭을 표기하나 스카니아 일본 홈페이지의 경우 J-인터시티DD(영어: J-InterCity DD)란 명칭을 사용한다.

## 개요
반호르에서 가장 유일하게 생산하는 이층 버스 모델로 TX 시리즈란 명칭을 사용하고 있다. 엔진의 경우 DAF 트럭에서 제작한 6기통 엔진인 MX13형을 탑재하고 있다. 유럽 시장의 경우 최대 90명까지 수송할 수 있는 TDX25 모델과 최대 95명까지 수송할 수 있는 TDX27 모델이 있다. 2016년에 일본에 다시 진출하면서 스카니아에서 제작된 차체를 기반으로 제작된 TDX24 모델이 출시했다.

## 세부 모델

### TDX 24
2010년 6월에 일본에서 유일하게 생산했던 이층 버스 모델인 미쓰비시후소 에어로킹이 단종 이후, 2016년에 반호르와 스카니아가 공동으로 일본산 이층 버스 모델이 출시되기 전까지 일본산 이층 버스 자리가 비어 있었고 당시 하토 버스는 해외의 버스 제조사와 함께 새로운 모델을 검토했다. 그러나 유럽 모델 사양의 경우 전폭이 2.55m로 일본 도로법 규정에 따라 너비가 2.5m를 초과하면서 일본 도로법 규정에 적합하지 않아 도입이 불가능하면서 반호르와 스카니아가 일본 도로법에 맞게 기존 TDX 25 모델 단축형 이층 버스 모델을 개발하기 시작했다. 반호르와 스카니아과 공동으로 2011년부터 개발해 착수하기 시작했고 이 중 파워트레인의 경우 스카니아가 제작했고 2016년에 판매에 들어갔다.
기존 모델인 TDX 25 단축 모델이자 일본 모델로 전폭의 경우 2.5m, 전고의 경우 3.78m, 전장의 경우 11.99m이다. 엔진의 경우 DC13 115형을 탑재했고, 변속기의 경우 12단 반자동 변속기를 탑재했다. 또한 에어컨의 경우 독일의 에어컨 제작사인 에바스페커가 제작한 직접 연결 냉동 시스템을 탑재했고 기존 이층 버스 모델인 미쓰비시후소 에어로킹과 달리 차내 트렁크가 넓은 편이다. 또한 이 차량의 경우 스카니아 일본 법인에서 판매되며 표준 사양의 경우 인테리어 외장과 함께 수입해 판매하고 있다.
2018년 3월에 게이세이 버스에서 최초로 도입해 도쿄역 ~ 나리타 국제공항간 공항버스 노선을 운행하기 시작했다. 같은 해 4월에 일본의 고속버스 기업인 잼 익스프레스(일본어: ジャムジャムエクスプレス)가 도입해 잼 라이너(일본어: ジャムジャムライナー) 브랜드로 도쿄 디즈니 랜드에서 케이한신 구간을 운행하기 시작했다. 그 후 JR 버스 간토도 이 차량을 도입했고 같은 해 7월 14일부터 도쿄 디즈니 랜드에서 신주쿠 구간을 운행하기 시작했다. 같은 해 9월 1일부터 도메이 고속도로 구간을 운행하는 노선에 도입되었다.

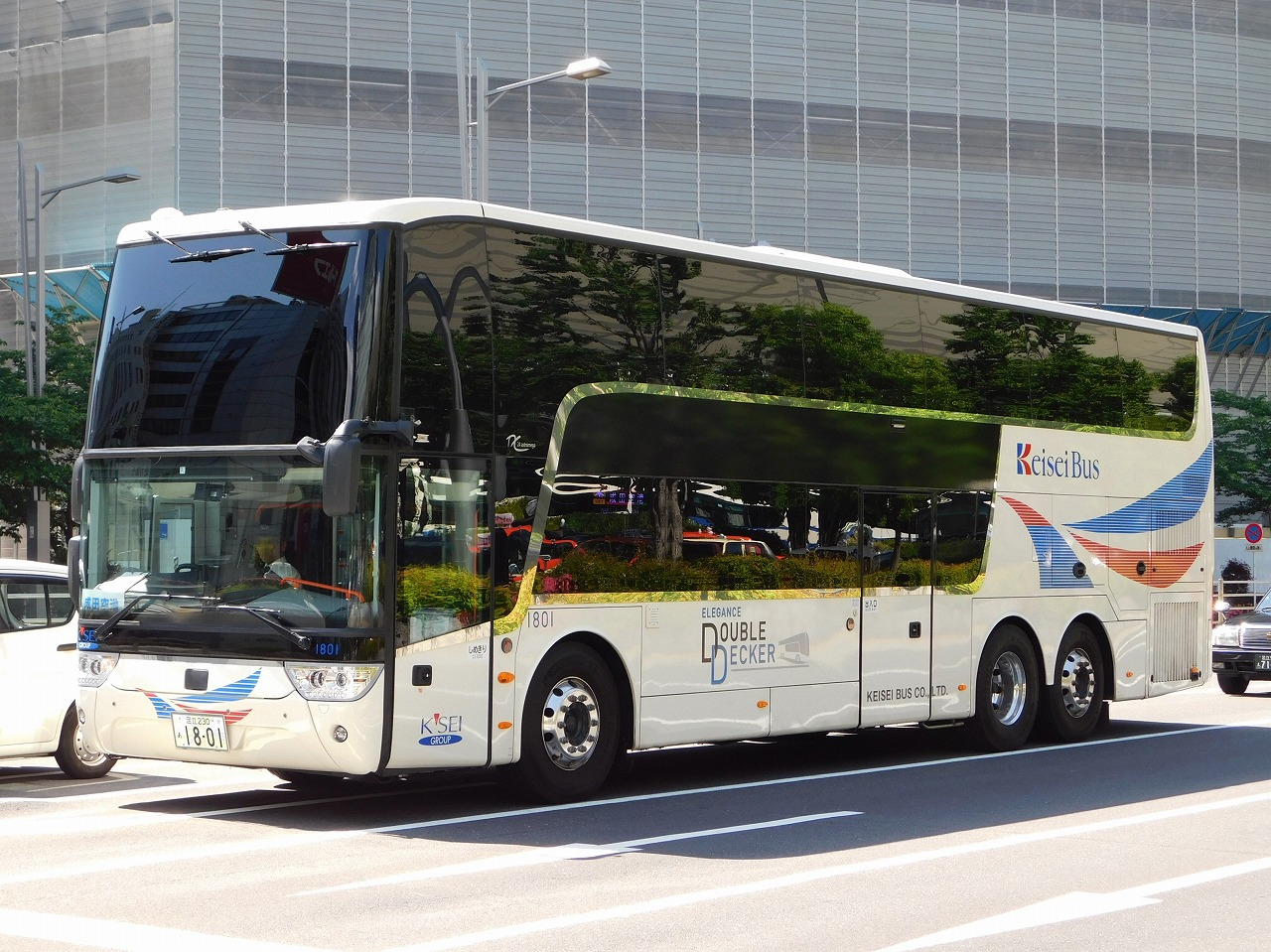
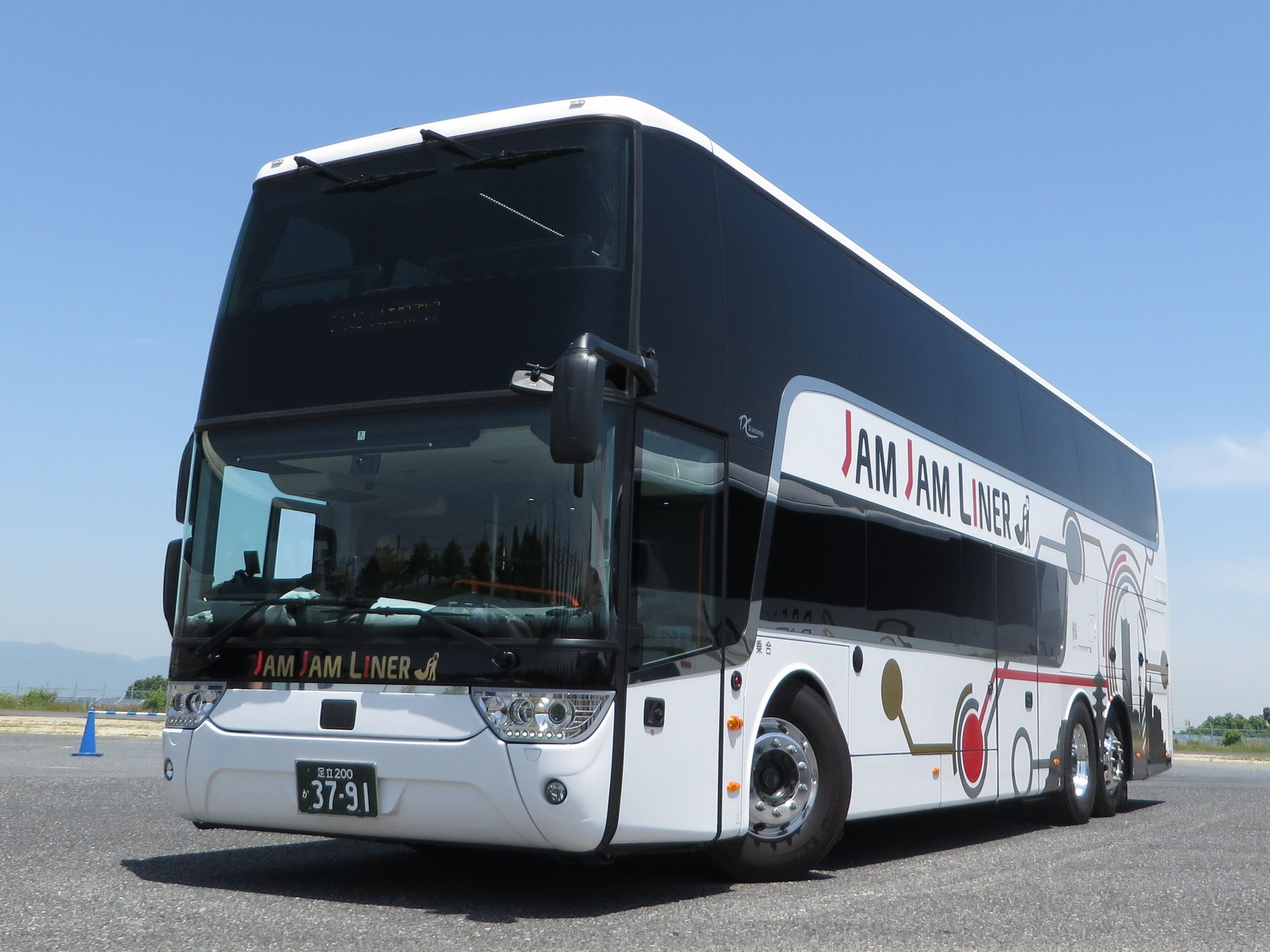
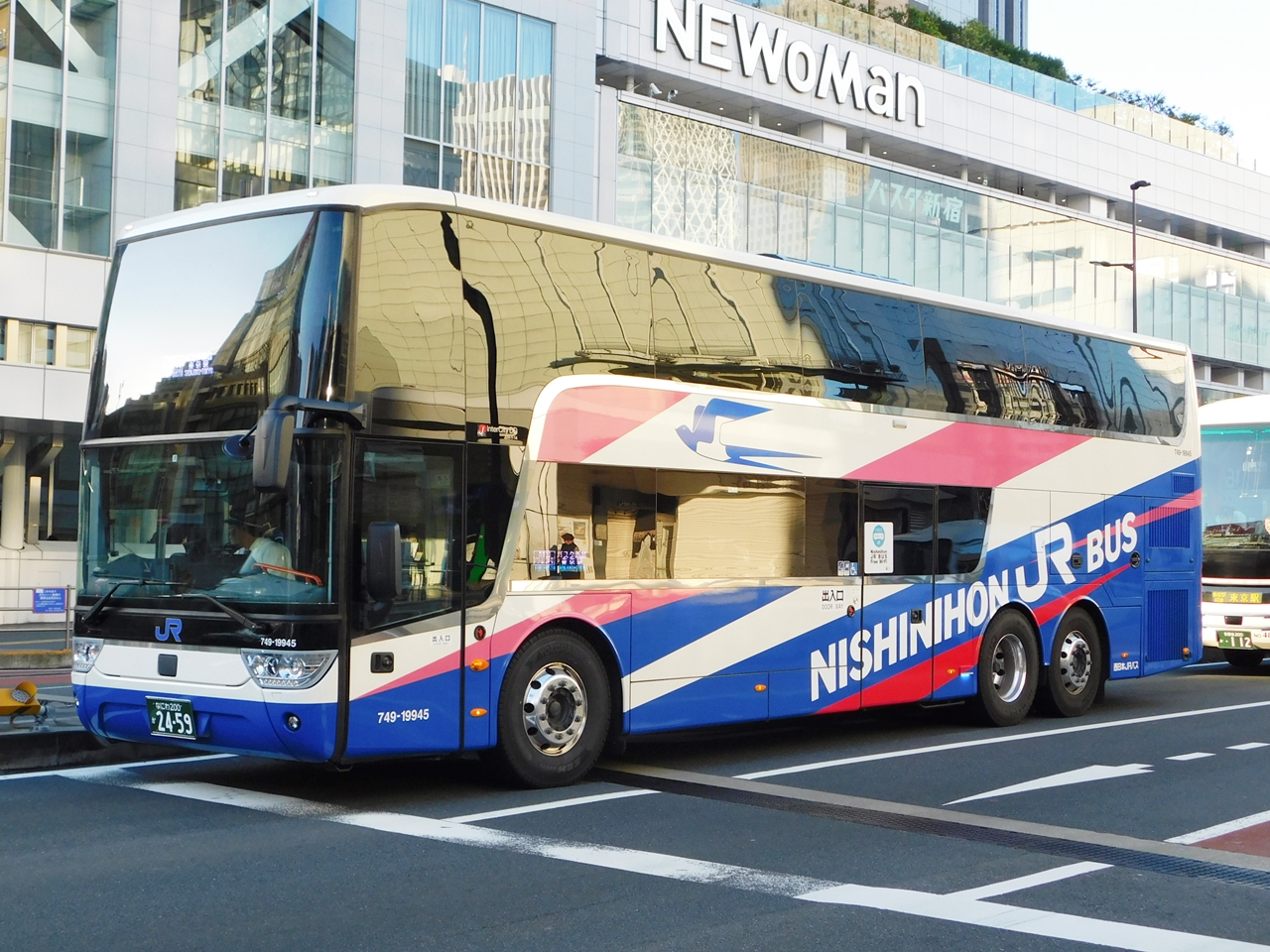
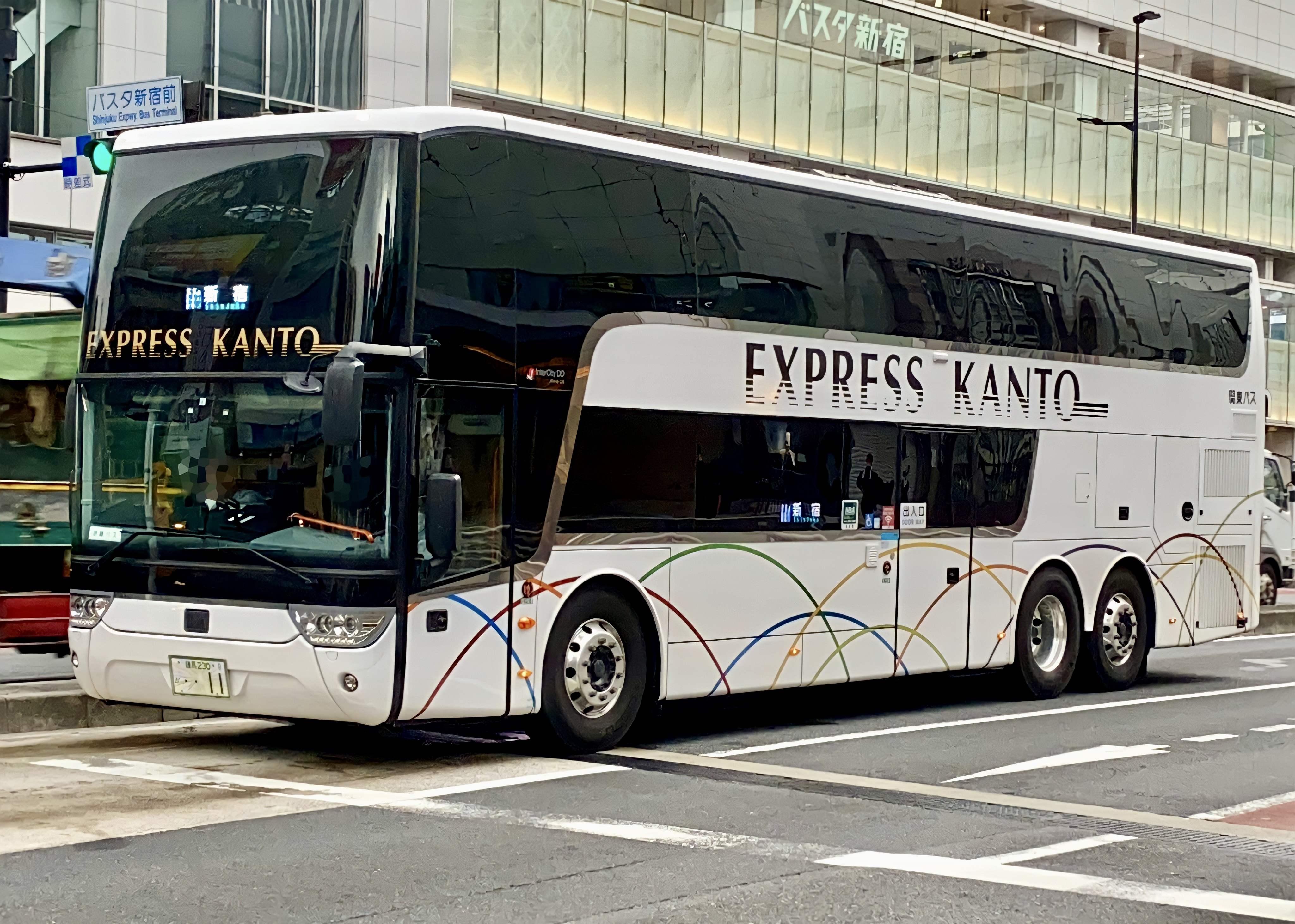

## 같이 보기
- 반호르
- 볼보 아스테로페